# ترمتسو
ترمتسو (به ایتالیایی: Tremezzo) یک منطقهٔ مسکونی در ایتالیا است که در ترمتزینا واقع شده‌ است.

## خصوصیات
ترمتسو ۸٫۴ کیلومترمربع مساحت و ۱٬۳۱۴ نفر جمعیت دارد و ۲۰۰ متر بالاتر از سطح دریا واقع شده‌است.